# Jamagucsi Louis
Jamagucsi Louis (山口 瑠伊) (La Garenne-Colombes, 1998. május 28. –) japán válogatott labdarúgó.

## Klub
A labdarúgást az Extremadura UD csapatában kezdte. 2020-ban a Recreativo de Huelva csapatához szerződött.

## Nemzeti válogatott
A japán U20-as válogatott tagjaként részt vett a 2017-es U20-as labdarúgó-világbajnokságon.